# Maria dos Cacos
Maria Póstuma, mais conhecida por Maria dos Cacos (Caldas da Rainha, 1797 – ) foi uma ceramista portuguesa.
Maria dos Cacos foi uma oleira e feirante caldense. Fundou uma fábrica de cerâmica que laborou entre 1820 e 1853. Vendia as suas peças em feiras de todo o país ganhando grande popularidade. A sua fábrica seria a "impulsionadora" do centro de cerâmica das Caldas da Rainha. O seu trabalho e história encontram-se em destaque no Museu de Cerâmica, em Caldas da Rainha.